# Asticta immitis
Asticta immitis är en fjärilsart som beskrevs av Walker 1856. Asticta immitis ingår i släktet Asticta och familjen nattflyn. Inga underarter finns listade i Catalogue of Life.